# Rubén Darío Hernández
Rubén Darío Hernández Ariza (* 19. Februar 1965 in Armenia) ist ein ehemaliger kolumbianischer Fußballspieler und -trainer. Der Stürmer spielte 17-mal für die Nationalmannschaft und gewann drei kolumbianische Meisterschaften.

## Karriere

### Verein
Rubén Darío Hernández, auch Rubencho genannt, begann seine Karriere bei Deportes Quindío und debütierte 1982 mit 17 Jahren unter Trainer Óscar Ramos. Nach guten Leistungen wechselte er 1984 zu Millonarios FC, wo er zwei Jahre spielte, ehe er 1986 an Once Caldas verliehen wurde. Nach einer starken Saison kehrte er zu Millonarios zurück, gewann zwei Titel und wurde in die kolumbianische Nationalmannschaft berufen. Nach der WM 1990 wechselte er zu Atlético Nacional, wo er unter anderem fünf Tore in einem Spiel gegen Deportes Tolima erzielte. Anschließend spielte er für Envigado FC und später für Independiente Medellín. 1994 wechselte er zu Deportivo Pereira und traf regelmäßig, bevor er in der Endrunde für América de Cali spielte. 1995 unterschrieb er bei Independiente Santa Fe, bevor er 1996 zu MetroStars in die MLS wechselte. Später spielte er für Deportes Tolima und beendete seine Karriere 2002 nach einer letzten Station bei Deportes Quindío. Hernández erzielte in der Categoría Primera A 180 Tore für zehn verschiedene Teams und gehört damit zu den erfolgreichsten Torjägern der Liga. 1994 wurde er mit 32 Toren Torschützenkönig.

### Nationalmannschaft
Hernández debütierte im Februar 1989 in der Nationalmannschaft beim Freundschaftsspiel gegen Peru. Nach weiteren Freundschaftsspielen nahm der Offensivakteur an der Copa América 1989 teil, bei der er beim 0:0-Unentschieden gegen Brasilien zum Einsatz kam. Kolumbien schied in der Gruppenphase hinter Paraguay und Brasilien als Gruppendritter aus. Hernández verhalf seinem Team zur erfolgreichen Qualifikation zur Fußball-Weltmeisterschaft 1990 in Italien. Dort wurde er bei der 0:1-Niederlage gegen Jugoslawien in der 68. Spielminute für Freddy Rincón eingewechselt. Das kolumbianische Nationalteam, auch als Cafeteros bekannt, kam bis ins Achtelfinale, in dem es gegen die Überraschungsmannschaft aus Kamerun mit 1:2 nach Verlängerung ausschied.
Nach der Weltmeisterschaft bestritt Hernández über fünf Jahre kein weiteres Länderspiel. Im Dezember 1995 und März 1996 kam er noch bei den Freundschaftsspielen gegen Brasilien und Honduras zum Einsatz. Insgesamt absolvierte er 17 Länderspiele, in denen er sein einziges Tor in der Qualifikation zur Weltmeisterschaft 1990 beim wichtigen 2:1-Erfolg über Paraguay erzielte.

### Trainer
Hernández begann als Co-Trainer bei Deportes Quindío und wurde im November 2023 Cheftrainer des Teams. Im September 2024 trat er zurück.

## Erfolge
Millonarios
- Kolumbianischer Meister: 1987, 1988

Atlético Nacional
- Sieger der Copa Interamericana: 1990
- Kolumbianischer Meister: 1991

## Auszeichnungen
- Torschützenkönig der Categoría Primera A: 1994